# マテオ・ペレグリーノ
- マテオ・ペジェグリーノ

マテオ・ペレグリーノ・カサランギラ（Mateo Pellegrino Casalanguila, 2001年10月22日 - ）は、スペイン・バレンシア出身のアルゼンチンのサッカー選手。パルマ・カルチョ1913所属。ポジションはフォワード。

## 経歴
父親のマウリシオ・ペレグリーノがバレンシアCFに所属していた2001年10月22日、スペインのバレンシアに生まれた。バレンシアCF、FCインテルナツィオナーレ・ミラノの下部組織に属した後、2018年にアルゼンチンのCAベレス・サルスフィエルドに加入。2020年に父がトップチームの監督に就任するなか、2021年3月31日に行われたコパ・ディエゴ・アルマンド・マラドーナのCAバンフィエルド戦でトップチームにデビューした。
2022年6月27日、エストゥディアンテス・デ・ラ・プラタに2023年6月30日までの期限付き移籍で加入した。
2023年8月15日、CAプラテンセに2024年12月31日までの期限付き移籍で加入した。
2025年2月3日、イタリア・セリエAのパルマ・カルチョ1913に移籍した。同月22日のボローニャFC1909戦で交代出場から新天地にデビューをし、3月8日のトリノFC戦で初得点を含む2ゴールを挙げた。4月23日に行われた第33節ユヴェントスFCとの試合では決勝点を挙げ、残留争いをするなか貴重な勝ち点3をもたらした。

## 人物
父は元アルゼンチン代表サッカー選手のマウリシオ・ペレグリーノであり、叔父のマクシミリアーノ・ペレグリーノもサッカー選手であった。

## タイトル
エストゥディアンテス
- コパ・アルヘンティーナ：2023